# Can Bellveí Vell
Can Bellveí Vell és una masia de Santa Coloma de Farners (Selva) inclosa a l'Inventari del Patrimoni Arquitectònic de Catalunya.

## Descripció
El conjunt actual està format per varies edificacions afegides a un cos principal de planta quadrangular, dues plantes i golfes, amb teulada a dues vessants. A més d'aquesta construcció principal i annexos n'hi ha altres d'exemptes que formen un nucli amb un espai central comú. El parament és de maçoneria i només algunes obertures estan emmarcades amb pedra.

## Història
La primera notícia la trobem l'any 1321 en un document on es dicta un establiment de Berenguer de Farners, cavaller, a favor de Guillem de Torrent de la parròquia de Sant Julià de Llor, i la seva muller Ermessenda, del mas Bellveí, situat a la parròquia de Santa Coloma de Farners. També apareix en el fogatge de 1515. El 1599 apareix dins de la parròquia de Sauleda.